# Стефано Мичел
Стефано Мичел (енгл. Stefano Mitchell; 22. септембар 1999) антигвански је пливач чија специјалност су спринтерске трке слободним и делфин стилом. 

## Спортска каријера
Први наступ на великим такмичењима на међународној сцени имао је на светском првенству у Казању 2015. где је у трци на 50 метара делфин остварио пласман на 60. место у конкуренцији 80 пливача. Сличне резултате остваривао је и на наредна два првенства, у Будимпешти 2017. и Квангџуу 2019. године. 
Мичел је пливао и на светским првенствима у малим базенима, у Виндзору 2016. и Хангџоуу 2018. године, те на Играма Комонвелта у Гоулден Коусту 2018. године. 